# Дефростер
Дефростер — устройство, предназначенное для размораживания замороженных продуктов.

## Классификация дефростеров

### По способу организации процесса
- периодического действия;
- непрерывного действия.

### По роду размораживающей среды
- воздушные;
- жидкостные;
- паровакуумные;
- микроволновые
- высокочастотные

другие.

### По конструктивному оформлению
- шкафные;
- камерные;
- туннельные;
- роторные;
- мембранные.

### По виду загрузки
- с загрузкой блоками;
- поштучно;
- на сетке;
- навалом.

### По виду транспортных средств для перемещения размораживаемого продукта
- тележечные;
- контейнерные;
- конвейерные;
- гравитационные;

### По способу нагрева
- поверхностного нагрева;
- объемного нагрева.

### По природе движения размораживающей среды
- с естественной циркуляцией;
- с принудительной циркуляцией.

### По степени механизации
- механизированные;
- немеханизированные.

К механизированным относят дефростеры с механизированной загрузкой и выгрузкой продукта и перемещением его в процессе размораживания от места загрузки к месту выгрузки.
Механизированные дефростеры хорошо вписываются в механизированные и комплексномеханизированные линии приготовления полуфабрикатов, пресервов, кулинарных изделий. К немеханизированным дефростерам относятся всевозможные ванны, камеры, туннели, а также производственные помещения, выделенные и специально оборудованные для размораживания пищевого сырья.
Как правило, механизированные дефростеры относятся к устройствам непрерывного действия, немеханизированные — к устройствам периодического действия.
Механизированные дефростеры, снабженные устройством для перемещния сырья, могут быть ленточными и кассетными. Различие заключается в том, что в дефростерах с ленточным устройством для перемещения блоки сырья подаются свободно ориентированныи в плоскости ленты и загрузку можно почти полностью механизировать. При кассетном устройстве для перемещения блоки должны подаваться в кассету поштучно.